# Озерки (павильон)
Павильон «Озерки» (Розовый павильон) — руинированный памятник архитектуры. Расположен в Петергофе, в Луговом парке.
Павильон был построен на месте бассейна, созданного в петровские времена для питания фонтанов, и караулки для наблюдающих за шлюзами матросов.
Здание стоит на перемычке между Самсоновским бассейном и Круглым прудом, у начала Самсоновского водовода; расположение у водоёмов дало павильону одно из названий (официально павильон был назван «Озерки» 21 июля 1848 года). Здание состояло из двух соединённых галереей одноэтажных объёмов и трёхэтажной башни с колоннадой тосканского ордера. У главного входа в павильон был сделан портик c мраморной статуей Баруччи «Спящая нимфа» (она же «Спящая Венера»). У кровли павильона и башни было зубчатое завершение (подражание антефиксам), верхняя площадка башни использовалась как смотровая площадка.

## До 1917 года
Постройка началась 26 (14) марта 1845 года по проекту А. И. Штакеншнейдера, вчерновую здание было готово к осени 1846 года, отделка шла ещё два года.
Наружный карниз был украшен львиными головами работы Т. Дылева (также лепными работами занимались Иван Е. Косолапов и Иван Никифорович Яишников), он же сделал розетки и кессоны потолка, кронштейны для бюстов и прочие детали. У павильона был балкон, его украшали четырнадцать ваз, десять пьедесталов и шесть ажурных пальметт из чугуна. Мозаичный пол из различного итальянского мрамора был собран в октябре 1847 года (мастер Давид Берри). Летом 1848 года Иоганн Дроллингер расписал оконные откосы, лепнину стен и потолки арабесками и фигурами, также арабесками по контуру рам были расписаны стены вокруг одиннадцати картин Янсена с видами Италии в большом зале. В этом же помещении были установлены зеркальные стёкла.
У фасадов стояли перголы — на севере два круглых и восемь четырёхугольных столбов из полированного гранита с терракотовыми вазами на них, на юге — шестнадцать герм (попарно составляющих столбы, установленные в 1846 году) из серебристо-серого сердобольского гранита авторства А. И. Теребенева. Кроме того, у северного фасада была огороженная чугунной решёткой площадка с двумя большими бронзовыми вазами (кратерами с рельефными изображениями вакхического танца и жертвоприношения Поликсены) и статуей «Нил» (гальванопластической копией 1850 года статуи II века до н. э., мастерская И. Гамбургера), у южного фасада также была огороженная полукруглая гранитная терраса со статуями (два мраморных тритона на дельфинах, мраморная копия Паллады Джустиниани (копия, изготовлена в 1846 году Ф. Франки из Каррары), мраморная купальщица). Терраса служила театральной площадкой. Вокруг павильона к 1850 году был разбит сад с тремя прудами, композиционно с павильоном сочетались расположенные рядом мост из гранита и каскад. На территории павильона к 1909 году также стояли два бронзовых кентавра, мраморная статуя Психеи, мраморная нимфа и бронзовая статуя императрицы Александры Федоровны.
Две красные мраморные колонны (из тивдийского мрамора) с южной стороны и две с северной были доставлены в павильон из Инженерного замка. Их перевозил купец Тропин, для перевозки колонны пришлось укоротить.
На строительство была выделена 61 тысяча серебряных рублей, по 20 тысяч первые два года, и 143 805 рублей 95 копеек на обустройство окружающей территории. Работы с гранитом обеспечивал купец 3-й гильдии Степан Анисимов, камнем — крестьянин Пётр Яишников и статский советник Павел Матвеевич Азанчевский, железные и чугунные работы и устройство водопровода — Карл Рейхтенберг, мраморной отделкой занимался Агостино Трискорни, мебель была сделана на фирме Гамбсов, громоотвод на башне сделал механик Яхтман.
В 1876 году скульптура «Нил», символизирующая неиссякаемый фонтанный водовод, пострадала от вандалов. В композиции должен быть старец и 16 малышей вокруг него (16 локтей, на которые поднимается вода при разливе), четыре фигуры красномедных мальчиков и листик с главной фигуры были похищены в ночь с 7 на 8 января, после чего остальные фигуры малышей были также сняты. К 1930 году у статуи не было головы, оставшаяся скульптура была утрачена в Великую Отечественную войну.
На «Спящую Венеру» был накинут кубический холщовый колпак, чтобы увидеть обнажённую статую, необходимо было дать на чай лакею.

## 1917 - 1941 годы
В 1917 году павильон был взят под государственную охрану. Предлагалось использовать «попытку „катящегося к закату самодержавия внести интимную струю в официальную обстановку показного строительства“» как летнюю дачу, в 1924 году прошёл ремонт. Новый ремонт был запланирован на лето 1941 года. С 19 июля 1941 года в павильоне располагался штаб 264-го отдельного пулеметно-артиллерийского батальона, в башне был корректировочный артиллерийский пункт. После захвата территории немцами в башне разместился их аналогичный пункт; здание, соответственно, в разное время обстреливали обе стороны. После войны кирпичи разрушенного павильона разбирали для своих нужд местные жители, к концу 1950-х годов был цел цокольный этаж и шесть герм. Существовали проекты консервации и реставрации, но согласно инвентаризации 1984 года павильон был в руинах. Была утрачена статуя Александры Фёдоровны (сохранились копии).
«Афину Джустиниани» перенесли в 1926 году в Сад Венеры, укрыли в земле на время войны, достали в декабре 1944 года, отреставрировали и установили снова в Саду Венеры весной 1945 года. В 1978 году статую перенесли к Секторальному пруду с южной стороны дворца Марли. На постаменте был установлен памятник 264-му ОПАБ.
Амуров на дельфинах в 1926 году перенесли для установки по сторонам Морского канала в Нижнем парке. Во время войны статуи хранились под землёй, извлечены в ноябре 1944 года, отреставрированы и поставлены в 1956 году с западной стороны бассейна фонтана «Солнце».
В 1930 году «Спящую Венеру» перенесли в Собственный садик Александры Фёдоровны. Во время Великой Отечественной войны статуя была повреждена, убрана в фонды, отреставрирована к 2005 году и установлена у Царицына павильона. Постамент для статуи был изначально сделан в мастерской А. Трискорни, утрачен в войну, восстановлен.
Гермы оставались на месте до второй половины 1960-х годов. Когда их убирали, обнаружилось, что они состоят из двух частей; при архивных изысканиях оказалось, что они были изготовлены для окон второго этажа восточного фасада Нового Эрмитажа, но не были использованы, когда Л. Кленце обновил проект. Было заготовлено 17 герм по количеству окон, использовано для павильона 16.

## После 1945 года
После войны уцелели две колонны из тивдийского мрамора южного фасада. На фотографии 1970 года обе колонны ещё на месте, к 1978/79 годам пропала одна из колонн, предположительно в 1980-х годах пропала последняя колонна.
Часть статуэток из интерьеров павильона («Туалет Аталанты» и «Сидящая Диана», копии работ Ж. Ж. Прадье, «Застенчивость», «Невинность» и «Купальщица» из кабинета Александры Фёдоровны, «Венера с яблоком» и «Венера с голубем» из гостиной, «Обнаженная женщина» и «Купальщица» из кабинета Николая I) в 1927 году были перемещены в атриум Царицына павильона, эвакурированы в 1941 году в Сарапул, оттуда в 1946 году вывезены в Ленинград, с 2005 года вновь выставляются в Царицыном павильоне.

## Охранный режим и перспективы реконструкции

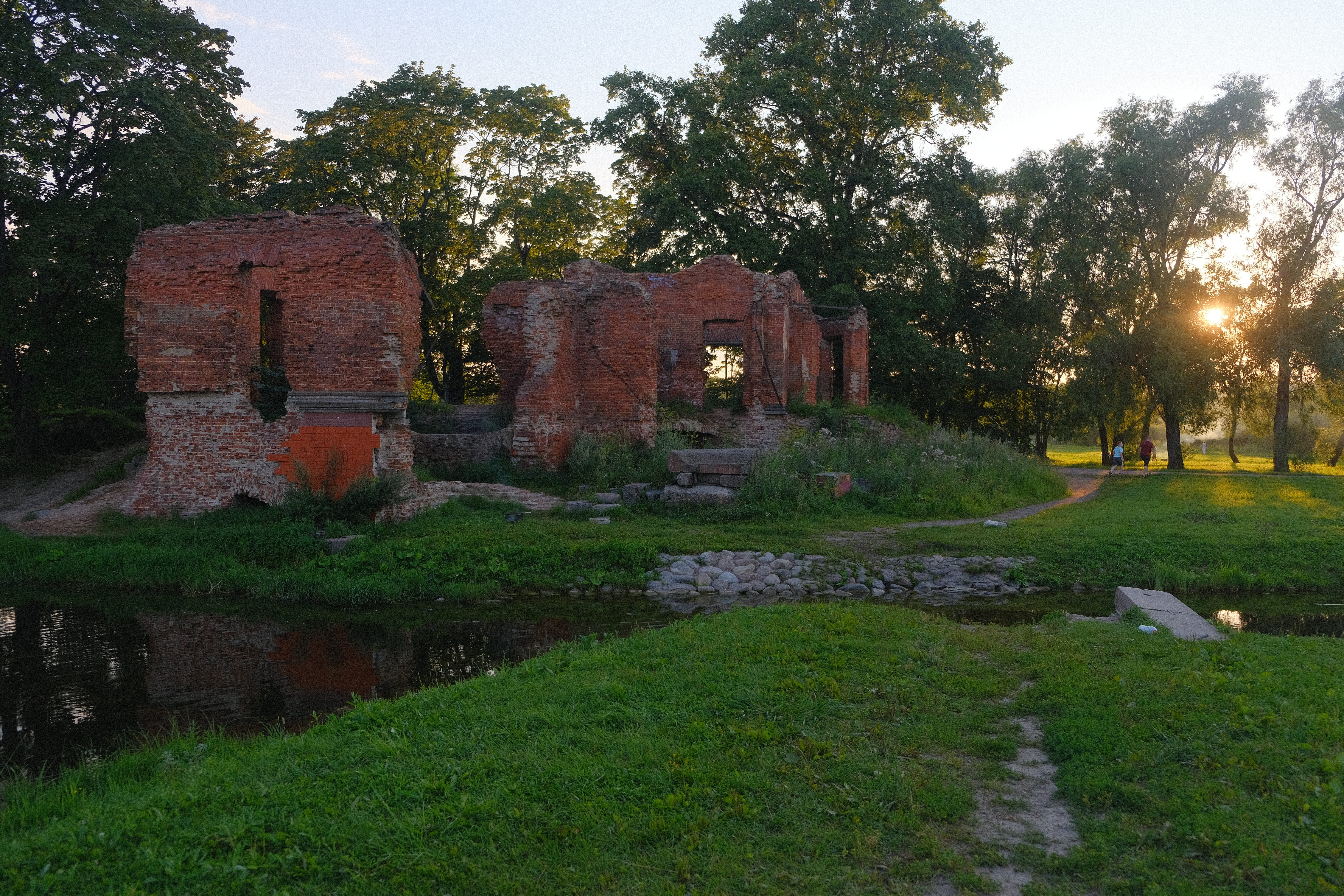
Руины Розового павильона, 2024 год

В 2021 году КГИОП выпустил Распоряжение об утверждении охранного обязательства с планами реставрации к 2025 году.
На месте утраченного «Нила» планируется установка стальной трёхмерной конструкции с элементами графики, переосмысляющей ранее существовавшую статую.